# Ariosoma mellissii
Ariosoma mellissii är en fiskart som först beskrevs av Günther, 1870.  Ariosoma mellissii ingår i släktet Ariosoma och familjen havsålar. Inga underarter finns listade i Catalogue of Life.